# Macrargus
Macrargus is een geslacht van spinnen uit de familie hangmatspinnen (Linyphiidae).

## Soorten
De volgende soorten zijn bij het geslacht ingedeeld:
- Macrargus alpinus Li & Zhu, 1993
- Macrargus boreus Holm, 1968
- Macrargus carpenteri (O. P.-Cambridge, 1894)
- Macrargus excavatus (O. P.-Cambridge, 1882)
- Macrargus multesimus (O. P.-Cambridge, 1875)
- Macrargus rufus (Wider, 1834)
- Macrargus sumyensis Gnelitsa & Koponen, 2010